# Charles Galaup
Pour les articles homonymes, voir Galaup.
Pas d'image ? Cliquez ici

a Compétitions nationales et continentales officielles uniquement.

b Matchs officiels uniquement.
Charles Galaup, né le 17 avril 1929 à Albi (Tarn) et mort le 20 mars 2018 dans la même ville, est un joueur international français de rugby à XIII, évoluant au poste de demi d'ouverture.
Enfant d'Albi, il s'adonne au rugby à son plus jeune âge et intègre l'équipe de rugby à XIII du R.C. Albigeois. Précoce, prodige, il est l'un des joueurs emblématiques de ce club dans les années après-guerre de 1946 à 1957 avec à ses côtés Gabriel Berthomieu, Gaston Combes et Marcel Blanc, puis Marcel Volot, André Rives, Serge Tonus, Jean-Marie Bez et Georges Fages. Il remporte à une reprise le Championnat de France en 1956. En 1957, il rejoint le Toulouse olympique XIII pour deux ultimes saisons puis met fin à sa carrière sportive.
Demi d'ouverture référence du Championnat de France, il compte également 7 sélections avec l'équipe de France, prenant part aux titres de Coupe d'Europe des nations en 1949 et 1951, et fait partie de l'équipe française de la tournée de l'équipe de France de rugby à XIII en 1951 en Australie et Nouvelle-Zélande.
Il devient par la suite dirigeant du club de rugby à XV du SC Albi de 1972 aux années 2000. Son fils, Guy Galaup, a joué au centre en rugby à XV au SC Albi.

## Palmarès
- Collectif :
  - Vainqueur de la Coupe d'Europe des nations : 1949 et 1951 (France).
  - Vainqueur du Championnat de France : 1956 (Albi).

### Détails en sélection
| 1. | 12 mars 1949     | Angleterre          | 12-5  | Coupe d'Europe | Demi d'ouverture | - | - | - | - |
| 2. | 10 avril 1949    | Pays de Galles      | 11-0  | Coupe d'Europe | Demi d'ouverture | - | - | - | - |
| 3. | 15 janvier 1950  | Autres Nationalités | 8-3   | Coupe d'Europe | Demi d'ouverture | - | - | - | - |
| 4. | 11 novembre 1950 | Angleterre          | 9-14  | Coupe d'Europe | Demi d'ouverture | - | - | - | - |
| 5. | 10 décembre 1950 | Autres Nationalités | 16-3  | Coupe d'Europe | Demi d'ouverture | - | - | - | - |
| 6. | 15 avril 1951    | Pays de Galles      | 28-13 | Coupe d'Europe | Demi d'ouverture | 3 | 1 | - | - |
| 7. | 11 juin 1951     | Australie           | 26-15 | Tournée        | Demi d'ouverture | - | - | - | - |

#### Détails en club
| Saison    | Saison                  | Championnat           | Championnat | Coupe           | Coupe      | Sélection | Sélection | Sélection | Sélection | Sélection | Sélection | Sélection |
| Saison    | Saison                  | Comp.                 | Class.      | Comp.           | Class.     | Comp.     | M         | Pts       | Ess.      | Buts      | Dp.       |           |
| --------- | ----------------------- | --------------------- | ----------- | --------------- | ---------- | --------- | --------- | --------- | --------- | --------- | --------- | --------- |
| 1946-1947 | RC Albigeois            | Championnat de France | 7e          | Coupe de France | 1/2 finale |           |           |           |           |           |           |           |
| 1947-1948 | RC Albigeois            | Championnat de France | 1/2 finale  | Coupe de France | 1/4 finale |           |           |           |           |           |           |           |
| 1948-1949 | RC Albigeois            | Championnat de France | 1/2 finale  | Coupe de France | 1/4 finale | CE        | 2         | -         | -         | -         | -         |           |
| 1949-1950 | RC Albigeois            | Championnat de France | 6e          | Coupe de France | 1/8 finale | CE        | 1         | -         | -         | -         | -         |           |
| 1950-1951 | RC Albigeois            | Championnat de France | 6e          | Coupe de France | 1/8 finale | TO/CE     | 4         | -         | -         | -         | -         |           |
| 1951-1952 | RC Albigeois            | Championnat de France | 5e          | Coupe de France | 1/4 finale |           |           |           |           |           |           |           |
| 1952-1953 | RC Albigeois            | Championnat de France | 8e          | Coupe de France | 1/8 finale |           |           |           |           |           |           |           |
| 1953-1954 | RC Albigeois            | Championnat de France | 8e          | Coupe de France | 1/2 finale |           |           |           |           |           |           |           |
| 1954-1955 | RC Albigeois            | Championnat de France | 1/2 finale  | Coupe de France | 1/4 finale |           |           |           |           |           |           |           |
| 1955-1956 | RC Albigeois            | Championnat de France | Champion    | Coupe de France | 1/4 finale |           |           |           |           |           |           |           |
| 1956-1957 | RC Albigeois            | Championnat de France | 1/4 finale  | Coupe de France | 1/4 finale |           |           |           |           |           |           |           |
| 1957-1958 | Toulouse olympique XIII | Championnat de France |             | Coupe de France | 1/8 finale |           |           |           |           |           |           |           |
| 1958-1959 | Toulouse olympique XIII | Championnat de France | 11e         | Coupe de France | 1/8 finale |           |           |           |           |           |           |           |